# Leucochrysa bolivari
Leucochrysa bolivari är en insektsart som beskrevs av Banks 1944. Leucochrysa bolivari ingår i släktet Leucochrysa och familjen guldögonsländor. Inga underarter finns listade i Catalogue of Life.